# Narmaschir (Verwaltungsbezirk)
Narmaschir (persisch شهرستان نرماشیر) ist ein Schahrestan in der Provinz Kerman im Iran. Er enthält die Stadt Narmaschir, welche die Hauptstadt des Verwaltungsbezirks ist. 

## Demografie
Bei der Volkszählung 2016 betrug die Einwohnerzahl des Schahrestan 54.228. Die Alphabetisierung lag bei 86 Prozent der Bevölkerung. Knapp 14 Prozent der Bevölkerung lebten in urbanen Regionen.
| Zensusjahr | Einwohnerzahl |
| ---------- | ------------- |
| 2011       | 58.229        |
| 2016       | 54.228        |